# De uilen van Minerva
De uilen van Minerva is een sterk autobiografische roman uit 1985 van Ward Ruyslinck over zijn arbeidzame leven als ambtenaar der gemeente Antwerpen. 
De carrière van de hoofdpersoon wordt chronologisch gevolgd in de context van het ambtelijke apparaat en zijn eigen wetmatigheden, zijn ongeschreven stelsel van vriendendienst, roddel en manipulatie.De figuren maken derhalve tegelijkertijd een karikaturale en levensechte indruk, waarbij in het laatste hoofdstuk alle observaties en ervaringen samenkomen in een fraai slotakkoord.
Ruyslinck laat er geen enkele twijfel over bestaan dat voor een redelijk persoon in zo'n wereld geen (grote) toekomst is weggelegd.
De vraag die de lezer zich blijft stellen is: hoe heeft deze comedia dell 'arte zich 30 jaar lang kunnen voortslepen?
De roman is ook een sleutelroman: het Malderus Museum is een pastiche van het Museum Plantin-Moretus, en conservator Manu Hans verwijst naar Leon Voet.